# Liste der Stolpersteine in Butzbach

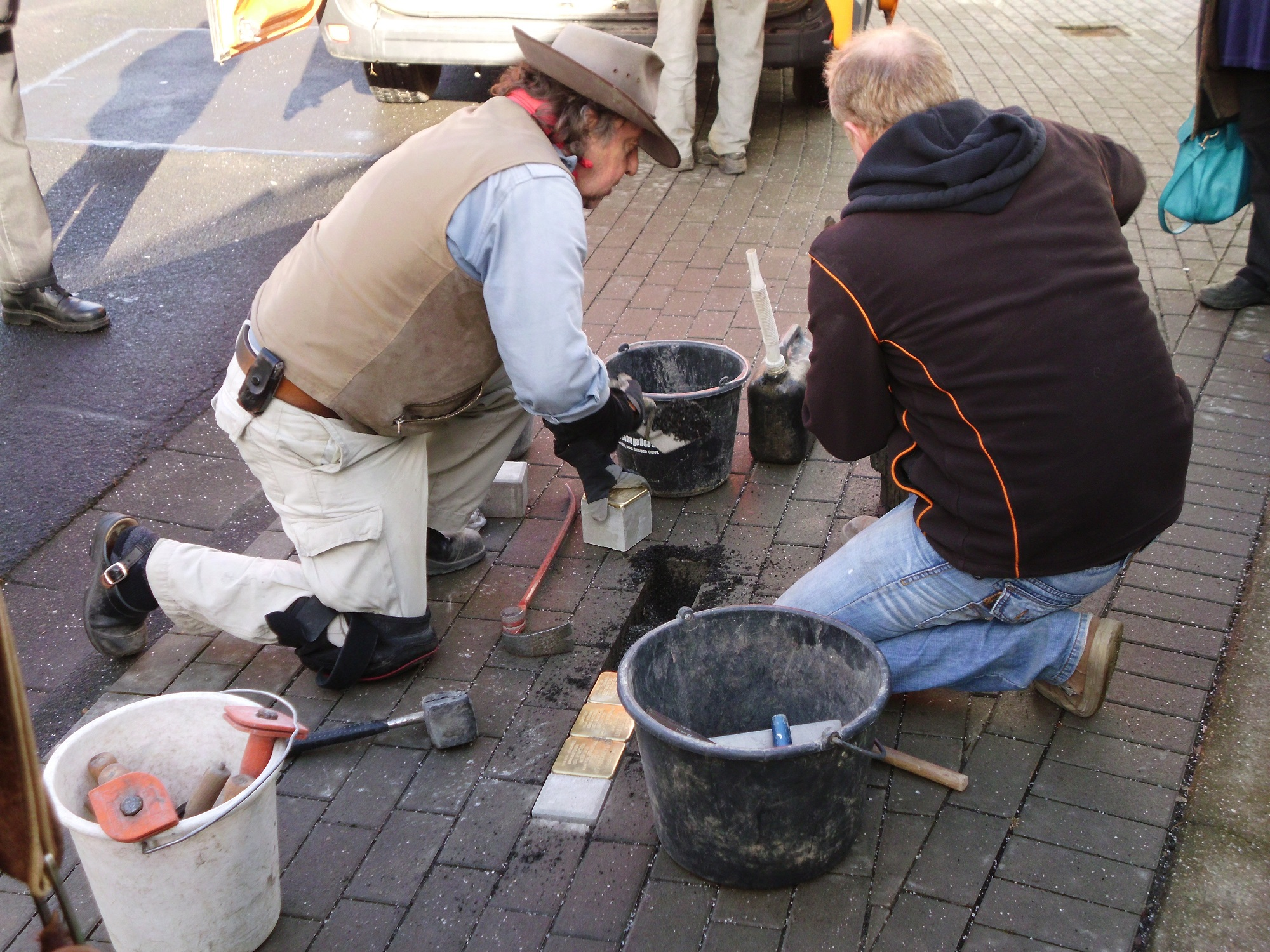
Gunter Demnig am 14. Februar 2014 in der Wetzlarer Straße 31

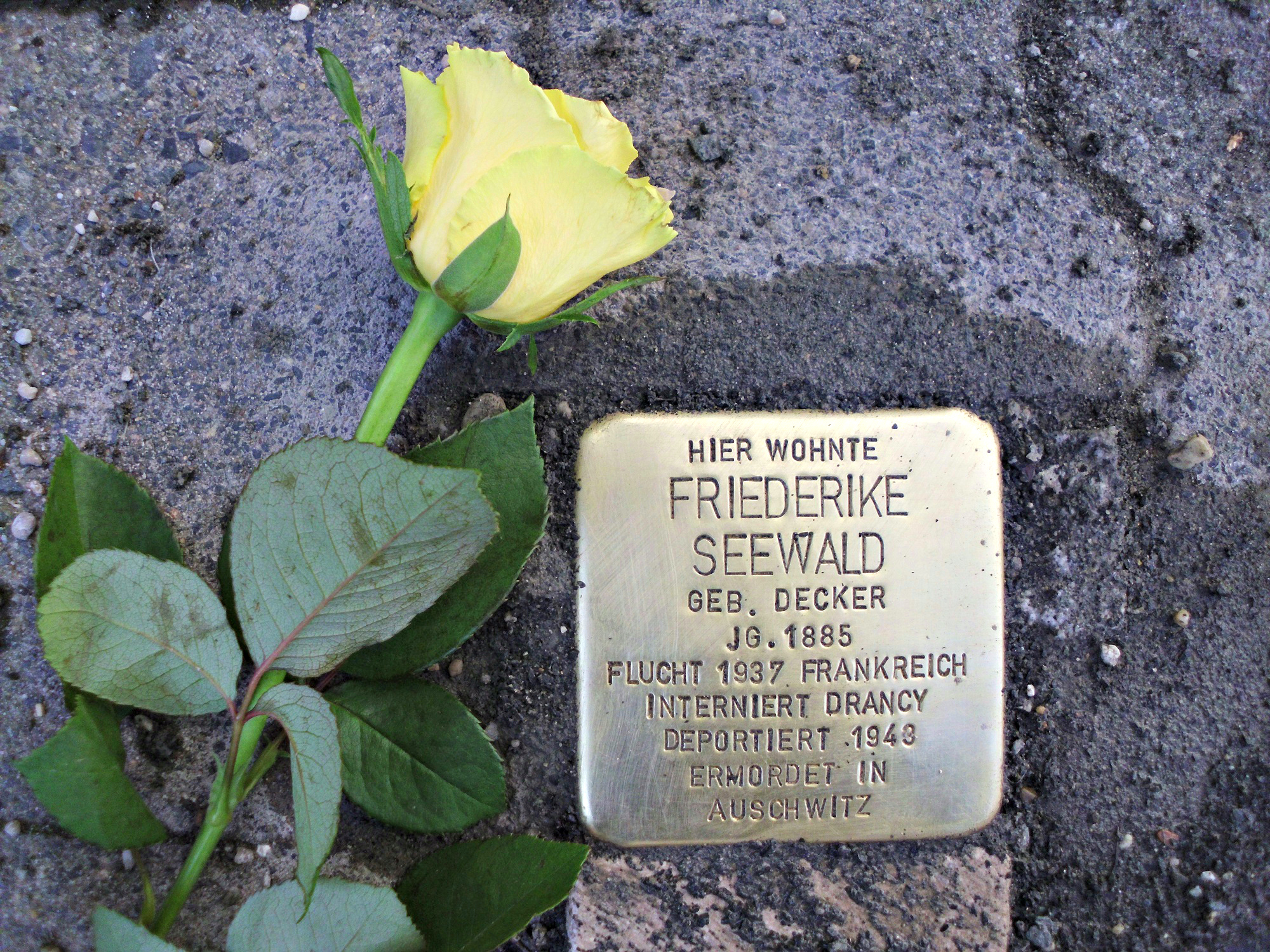
Stolperstein für Friederike Seewald nach der Verlegung

Die Liste der Stolpersteine in Butzbach enthält Stolpersteine, die im Rahmen des gleichnamigen Kunstprojekts von Gunter Demnig in Butzbach verlegt wurden. Mit ihnen soll Opfern des Nationalsozialismus gedacht werden, die in Butzbach lebten und wirkten.
Auf dem Stadtgebiet von Butzbach wurden Stolpersteine in mehreren Verlegeaktion an unterschiedlichen Adressen verlegt:
- 13. Februar 2009: 15 Steine an 5 Adressen[1]
- 10. Mai 2010: 17 Steine an 5 Adressen[2]
- 8. August 2011: 15 Steine an 5 Adressen[3]
- 14. Februar 2014: 8 Steine an 6 Adressen[4]
- 14. August 2014: 20 Steine in den Stadtteilen[5]
- 1. September 2016: 9 Steine an 6 Adressen, in den Folgetagen durch das Bauamt 12 Steine an 6 Adressen[6]
- 19. Oktober 2018: 6 Steine an 2 Adressen in Nieder-Weisel[7]
- 4. Februar 2020: 9 Steine an 2 Adressen[8]

Drei Stolpersteine in der Kernstadt an der Wetzlarer Straße 31 (Leopold Rosenblatt, Trude Rosenblatt, Adolf Krämer) wurden nach Sanierungsarbeiten am Butzbacher Hallenbad, zum Teil mit anderem Text, erneut verlegt.
Am Kreisjugendheim Hubertus (zwischen Münster und Bodenrod) sollen weitere Stolpersteine verlegt werden.
2009 wurden in Butzbach zur eindeutigen Orientierung mehrfach vorkommende Straßennamen umbenannt. Die früheren Straßennamen und Hausnummern sind in der Liste in Klammern angegeben.

## Butzbach
| Adresse                                | Verlegedatum                       | Person                                          | Inschrift mit Ergänzungen | Bild | Bild des Hauses |
| -------------------------------------- | ---------------------------------- | ----------------------------------------------- | --- | --- | --------------- |
| August-Storch-Straße 8 ·               | in den Tagen nach dem 2. Sep. 2016 | Meta Seewald                                    | Hier wohnte Meta Seewald verh. Bryt Jg. 1908 Flucht 1934 Frankreich Tunesien USA | |                 |
| Griedeler Straße 9 ·                   | 13. Feb. 2009                      | Hermann Löb                                     | Hier wohnte Hermann Löb Jg. 1874 verhaftet 1938 Buchenwald deportiert aus KZ befreit | |                 |
| Griedeler Straße 9 ·                   | 13. Feb. 2009                      | Paula Löb geb. Heumann                          | Hier wohnte Paula Löb geb. Heumann Jg. 1870 Opfer des Pogroms misshandelt tot an Folgen 31.12.1938 | |                 |
| Griedeler Straße 15 ·                  | 13. Feb. 2009                      | Emil Katz                                       | Hier wohnte Emil Katz Jg. 1882 deportiert 1942 Richtung Osten ermordet 1942 in Treblinka | |                 |
| Griedeler Straße 15 ·                  | 13. Feb. 2009                      | Rika Katz geb. Isselbächer                      | Hier wohnte Rika Katz Geb. Isselbächer Jg. 1885 deportiert 1942 Richtung Osten auf Transport tot 1942 | |                 |
| Griedeler Straße 15 ·                  | 13. Feb. 2009                      | Hermann Katz                                    | Hier wohnte Hermann Katz Jg. 1878 deportiert 1942 Richtung Osten ermordet 1942 in Treblinka | |                 |
| Griedeler Straße 15 ·                  | 13. Feb. 2009                      | Malchen Katz geb. Lind                          | Hier wohnte Malchen Katz Geb. Isselbächer Jg. 1882 deportiert Richtung Osten ermordet 1942 in Treblinka | |                 |
| Griedeler Straße 15 ·                  | 13. Feb. 2009                      | Irmgard Katz geb. Mayerfeld                     | Hier wohnte Irmgard Katz Jg. 1909 deportiert Richtung Osten ermordet 1942 | |                 |
| Griedeler Straße 15 ·                  | 13. Feb. 2009                      | Fanny Kahn geb. Katz                            | Hier wohnte Fanny Kahn Geb. Katz Jg. 1887 deportiert 1942 ermordet | |                 |
| Griedeler Straße 17                    | 8. Aug. 2011                       | Egon Bär (Baer)                                 | Hier wohnte Egon Bär Jg. 1931 deportiert 1941 Minsk ermordet | |                 |
| Griedeler Straße 17                    | 8. Aug. 2011                       | Inge Bär (Baer)                                 | Hier wohnte Inge Bär Jg. 1933 deportiert 1941 Minsk ermordet | |                 |
| Griedeler Straße 17                    | 8. Aug. 2011                       | Selma Bär (Baer) geb. Meyer                     | Hier wohnte Selma Bär Geb. Meyer Jg. 1904 deportiert 1941 Minsk ermordet | |                 |
| Griedeler Straße 19                    | 13. Feb. 2009                      | Johanna Fröhlich                                | Hier wohnte Johanna Fröhlich Jg. 1869 deportiert 1942 Theresienstadt tot 11.10.1942 | |                 |
| Griedeler Straße 19                    | 13. Feb. 2009                      | Auguste Fröhlich                                | Hier wohnte Auguste Frölich Jg. 1879 deportiert 1942 Richtung Osten ermordet in Treblinka | |                 |
| Griedeler Straße 31                    | 13. Feb. 2009                      | Leo Spiro                                       | Hier wohnte Leo Spiro Jg. 1890 deportiert 1942 Richtung Osten ermordet 1942 in Treblinka | |                 |
| Griedeler Straße 31                    | 13. Feb. 2009                      | Nanny Spiro geb. Mayerfeld                      | Hier wohnte Nanny Spiro geb. Mayerfeld Jg. 1890 deportiert 1942 Richtung Osten ermordet 1942 in Treblinka | |                 |
| Griedeler Straße 31                    | 13. Feb. 2009                      | Frank Spiro                                     | Hier wohnte Frank Spiro Jg. 1930 deportiert 1942 Richtung Osten ermordet 1942 in Treblinka | |                 |
| Griedeler Straße 31                    | 13. Feb. 2009                      | Max Mayerfeld                                   | Hier wohnte Max Mayerfeld Jg. 1896 deportiert 1942 Richtung Osten ermordet 1942 in Treblinka | |                 |
| Griedeler Straße 34                    | 13. Feb. 2009                      | Hugo Gernsheim                                  | Hier wohnte Hugo Gernsheim Jg. 1876 Vor Deportation Flucht in den Tod 22.7.1942 | |                 |
| Griedeler Straße 48                    | 8. Aug. 2011                       | Hugo Krämer                                     | Hier wohnte Hugo Krämer Jg. 1895 Flucht 1936 Holland Interniert Westerbork Deportiert 1943 Ermordet 1943 in Sobibor | |                 |
| Griedeler Straße 48                    | 8. Aug. 2011                       | Meta Krämer geb. Stern                          | Hier wohnte Meta Krämer Geb. Stern Jg. 1904 Flucht 1936 Holland interniert Westerbork deportiert 1943 ermordet 1943 in Sobibor | |                 |
| Griedeler Straße 48                    | 8. Aug. 2011                       | Lothar Krämer                                   | Hier wohnte Lothar Krämer Jg. 1930 Flucht 1936 Holland Interniert Westerbork deportiert 1943 ermordet 1943 in Sobibor | |                 |
| Griedeler Straße 48                    | 8. Aug. 2011                       | Ilse Krämer                                     | Hier wohnte Ilse Krämer Jg. 1935 Flucht 1936 Holland Interniert Westerbork deportiert 1943 ermordet 1943 in Sobibor | |                 |
| Kasernenstraße 12                      | 8. Aug. 2011                       | Levi Löwenstein                                 | Hier wohnte Levi Löwenstein Jg. 1879 deportiert 1941 ermordet | |                 |
| Kasernenstraße 12                      | 8. Aug. 2011                       | Rosa Löwenstein geb. Strauß                     | Hier wohnte Rosa Löwenstein Geb. Strauss Jg. 1877 deportiert 1941 ermordet | |                 |
| Kleeberger Straße 11                   | 8. Aug. 2011                       | Julius Ehrlich                                  | Hier wohnte Julius Ehrlich Jg. 1882 deportiert 1941 Minsk ermordet | |                 |
| Kleeberger Straße 11                   | 8. Aug. 2011                       | Meta Ehrlich geb. Stumpf                        | Hier wohnte Meta Ehrlich geb. Stumpf Jg. 1900 deportiert 1941 Minsk ermordet | |                 |
| Kleeberger Straße 11                   | 8. Aug. 2011                       | Lothar Ehrlich                                  | Hier wohnte Lothar Ehrlich Jg. 1930 deportiert 1941 Minsk ermordet | |                 |
| Korngasse 11                           | 8. Aug. 2011                       | Zilli Fuld geb. Fried                           | Hier wohnte Zilli Fuld Geb. Fried Jg. 1907 deportiert 1941 ermordet | |                 |
| Korngasse 11                           | 8. Aug. 2011                       | Hannelore Fuld                                  | Hier wohnte Hannelore Fuld Jg. 1934 deportiert 1941 ermordet | |                 |
| Korngasse 11                           | 8. Aug. 2011                       | Helene Fried geb. Michel                        | Hier wohnte Helene Fried Geb. Michel Jg. 1882 tot 1941 | |                 |
| Krachbaumgasse 1                       | 14. Feb. 2014                      | Josef Oppenheimer                               | Hier wohnte Joseph Oppenheimer Jg. 1874 Stadtrat/KPD verhaftet 1933 Osthofen 1938 Oranienburg 1940 Dachau ermordet 21.10.1940 | |                 |
| Krachbaumgasse 1                       | in den Tagen nach dem 2. Sep. 2016 | Marie Johanna Oppenheimer                       | | |                 |
| Krachbaumgasse 1                       | in den Tagen nach dem 2. Sep. 2016 | Rosa Oppenheimer                                | | |                 |
| Langgasse 38                           | 14. Feb. 2014                      | Ruth Simon                                      | Hier wohnte Ruth Simon Jg. 1923 deportiert 1942 ermordet im besetzten Polen | |                 |
| Langgasse 38                           | 14. Feb. 2014                      | Selma Simon geb. Sommer                         | Hier wohnte Selma Simon Geb. Sommer Jg. 1893 deportiert 1942 ermordet im besetzten Polen | |                 |
| Rossbrunnenstraße 6                    | 14. Feb. 2014                      | Lilli Rosenthal                                 | Hier wohnte Lilli Rosenthal Jg. 1902 deportiert 1942 Raasiku ermordet | |                 |
| Rossbrunnenstraße 6                    | in den Tagen nach dem 2. Sep. 2016 | Betty Rosenthal                                 | | Bild gesucht Der Benutzer GeorgDerReisende ( Diskussion ) wünscht sich an dieser Stelle ein Bild vom Ort mit diesen Koordinaten 50.43332 8.67045 . Motiv: Stolpersteine für die Familie Rosenthal und das Haus Rossbrunnenstraße 6 Falls du dabei helfen möchtest, erklärt die Anleitung , wie das geht. BW |                 |
| Rossbrunnenstraße 6                    | in den Tagen nach dem 2. Sep. 2016 | Klara Rosenthal                                 | | |                 |
| Rossbrunnenstraße 15                   | 10. Mai 2010                       | Max Mayer                                       | Hier wohnte Max Mayer Jg. 1882 deportiert 1942 ermordet | |                 |
| Rossbrunnenstraße 15                   | 10. Mai 2010                       | Berta Mayer geb. Gottlieb                       | Hier wohnte Berta Mayer Geb. Gottlieb Jg. 1887 deportiert 1942 ermordet | |                 |
| Rossbrunnenstraße 15                   | 10. Mai 2010                       | Elisabeth Mayer                                 | Hier wohnte Elisabeth Mayer Jg. 1924 deportiert 1942 ermordet | |                 |
| Schulstraße 6 (August-Storch-Straße 8) | 14. Feb. 2014                      | Friedericke Seewald geb. Decker                 | Hier wohnte Friedericke Seewald Geb. Decker Jg. 1885 Flucht 1937 Frankreich interniert Drancy deportiert 1943 ermordet in Auschwitz | |                 |
| Taunusstraße 10                        | in den Tagen nach dem 2. Sep. 2016 | Martin Rosenstein                               | Hier wohnte Martin Rosenstein Jg. 1911 Flucht 1937 Argentinien Uruguay | |                 |
| Taunusstraße 10                        | in den Tagen nach dem 2. Sep. 2016 | Werner Rosenstein                               | Hier wohnte Werner Rosenstein Jg. 1918 Flucht 1934 Uruguay | |                 |
| Taunusstraße 10                        | 14. Feb. 2014                      | Emil Rosenstein                                 | Hier wohnte Emil Rosenstein Geb. Löwenstein Jg. 1881 deportiert 1941 Lodz/Litzmannstadt ermordet 26.6.1942 | |                 |
| Taunusstraße 10                        | 14. Feb. 2014                      | Martha Rosenstein geb. Lichtenstein             | Hier wohnte Martha Rosenstein Geb. Lichtenstein Jg. 1883 deportiert 1941 Lodz/Litzmannstadt ermordet 26.6.1942 | |                 |
| Weidigstraße 5                         | 10. Mai 2010                       | Hubert Timmer Gedenkplatte an Timmers Grabstein | Hier wohnte Hubert Timmer Jg. 1889 mehrfach verhaftet 1933 Gefängnis Butzbach 1936–1939 Dachau tot 1944 im Gefängnis Frankfurt-Preungesheim | |                 |
| Weiseler Straße 24                     | 10. Mai 2010                       | Isidor Krämer                                   | Hier wohnte Isidor Krämer Jg. 1866 Flucht 1938 Holland interniert Westerbork deportiert 1943 ermordet 1943 in Sobibor | |                 |
| Weiseler Straße 24                     | 10. Mai 2010                       | Jettchen Krämer geb. Herz                       | Hier wohnte Jettchen Krämer Geb. Herz Jg. 1870 Flucht 1938 Holland interniert Westerbork deportiert 1944 ermordet 1944 in Auschwitz | |                 |
| Weiseler Straße 24                     | 10. Mai 2010                       | Berta Krämer geb. Hess                          | Hier wohnte Berta Krämer Geb. Hess Jg. 1863 interniert Westerbork deportiert 1943 ermordet 1943 in Sobibor | |                 |
| Weiseler Straße 24                     | 10. Mai 2010                       | Benni Tannenbaum                                | Hier wohnte Benni Tannenbaum Jg. 1902 Flucht 1938 Holland interniert Westerbork deportiert 1944 Auschwitz ermordet 1945 in Buchenwald | |                 |
| Weiseler Straße 24                     | 10. Mai 2010                       | Herta Tannenbaum geb. Krämer                    | Hier wohnte Herta Tannenbaum Geb. Krämer Jg. 1903 Flucht 1938 Holland interniert Westerbork deportiert 1944 Auschwitz ermordet 1945 in Lager Weisskirchen | |                 |
| Wetzlarer Straße 19                    | 10. Mai 2010                       | Cejmach U. Bryt                                 | Hier wohnte Cejmach U. Bryt Jg. 1888 deportiert 1942 ermordet | |                 |
| Wetzlarer Straße 19                    | 10. Mai 2010                       | Dora Bryt                                       | Hier wohnte Dora Bryt Jg. 1915 deportiert 1942 ermordet | |                 |
| Wetzlarer Straße 19                    | 10. Mai 2010                       | Laja Bryt geb. Rabinowitz                       | Hier wohnte Laja Bryt Geb. Rabinowitz Jg. 1886 deportiert 1942 ermordet | |                 |
| Wetzlarer Straße 19                    | 10. Mai 2010                       | Georg Lutz                                      | Hier wohnte Georg Lutz Jg. 1902 Verhaftet 1937 1938 Dachau 1939 Mauthausen 1940 Dachau 1941 Neuengamme Todesmarsch ermordet 1945 | |                 |
| Wetzlarer Straße 20                    | 14. Feb. 2014                      | Moritz Grünspahn                                | Hier wohnte Moritz Grünspahn Jg. 1906 Zwangsarbeit 1945 Organisation Todt tot 23.3.1945 Clausthal | |                 |
| Wetzlarer Straße 20                    | in den Tagen nach dem 2. Sep. 2016 | Eliese Grünspahn                                | Hier wohnte Eliese Grünspahn Geb. Schindler Jg. 1907 Gedemütigt/entrechtet Mit Hilfe überlebt | |                 |
| Wetzlarer Straße 20                    | in den Tagen nach dem 2. Sep. 2016 | Heinrich Grünspahn                              | Hier wohnte Heinrich Grünspahn Jg. 1928 Zwangsarbeit 1944 Nordheim / Harz Organisation Todt Befreit | |                 |
| Wetzlarer Straße 20                    | in den Tagen nach dem 2. Sep. 2016 | Inge Grünspahn                                  | Hier wohnte Inge Grünspahn Jg. 1936 Gedemütigt/entrechtet Mit Hilfe überlebt | |                 |
| Wetzlarer Straße 31                    | 10. Mai 2010                       | Leopold Rosenblatt                              | Hier wohnte Leopold Rosenblatt Jg. 1889 „Schutzhaft“ 1938 Buchenwald unfreiwillig verzogen 1939 Ahlem deportiert 1942 Theresienstadt ermordet 1944 Auschwitz ---- Hier wohnte Leopold Rosenblatt Jg. 1889 verhaftet 1938 Buchenwald deportiert 1942 Theresienstadt ermordet 1944 in Auschwitz | |                 |
| Wetzlarer Straße 31                    | 10. Mai 2010                       | Paula Rosenblatt geb. Löwenstein                | Hier wohnte Paula Rosenblatt Geb. Löwenstein Jg. 1904 unfreiwillig verzogen 1939 Ahlem deportiert 1942 Theresienstadt ermordet 1944 Auschwitz | |                 |
| Wetzlarer Straße 31                    | 10. Mai 2010                       | Trude Rosenblatt                                | Hier wohnte Trude Rosenblatt Jg. 1933 unfreiwillig verzogen 1939 Ahlem deportiert 1942 Theresienstadt ermordet 10.1.1943 ---- Hier wohnte Trude Rosenblatt Jg. 1933 deportiert 1942 Theresienstadt ermordet 1944 in Auschwitz                                                                 | |                 |
| Wetzlarer Straße 31                    | 10. Mai 2010                       | Adolf Krämer                                    | Hier wohnte Adolf Krämer II Jg. 1874 „Schutzhaft“ 1938 Buchenwald deportiert 1942 Theresienstadt ermordet 1942 Treblinka ---- Hier wohnte Adolf Krämer Jg. 1874 verhaftet 1938 Buchenwald deportiert 1942 Theresienstadt ermordet                                                             | |                 |
| Wetzlarer Straße 31                    | in den Tagen nach dem 2. Sep. 2016 | Erna Irma Krämer                                | Hier wohnte Erna Irma Krämer Verh. Bär Jg. 1906 Flucht 1939 England USA | |                 |
| Wetzlarer Straße 31                    | in den Tagen nach dem 2. Sep. 2016 | Margot Rosenblatt                               | Hier wohnte Margot Rosenblatt Verh. Smuzyk Jg. 1927 Unfreiwillig verzogen 1939 Ahlem Deportiert 1942 Theresienstadt 1944 Auschwitz Befreit | |                 |

## Ebersgöns
| Adresse                              | Verlegedatum  | Person                    | Inschrift mit Ergänzungen                                                          | Bild | Bild des Hauses |
| ------------------------------------ | ------------- | ------------------------- | ---------------------------------------------------------------------------------- | ---- | --------------- |
| Reußenweg 13 (ehem. Taunusstraße 13) | 14. Aug. 2014 | Hermann Jordan            | Hier wohnte Hermann Jordan Jg. 1908 deportiert 1942 Majdanek ermordet 1.8.1942     |      |                 |
| Reußenweg 13 (ehem. Taunusstraße 13) | 14. Aug. 2014 | Hedwig Jordan geb. Mendel | Hier wohnte Hedwig Jordan Geb. Mendel Jg. 1891 deportiert 1942 ermordet in Sobibor |      |                 |

## Fauerbach v.d. H.
| Adresse                              | Verlegedatum  | Person                     | Inschrift mit Ergänzungen                                                                          | Bild | Bild des Hauses |
| ------------------------------------ | ------------- | -------------------------- | -------------------------------------------------------------------------------------------------- | ---- | --------------- |
| Am Fauerbach 46 (ehem. Fauerbach 46) | 14. Aug. 2014 | Joseph Stern               | Hier wohnte Joseph Stern Jg. 1876 deportiert 1942 Theresienstadt ermordet 23.5.1943                |      |                 |
| Am Fauerbach 46 (ehem. Fauerbach 46) | 14. Aug. 2014 | Jeanette Stern geb. Siegel | Hier wohnte Jeanette Stern Geb. Siegel Jg. 1877 deportiert 1942 Theresienstadt ermordet 25.12.1942 |      |                 |
| Am Fauerbach 46 (ehem. Fauerbach 46) | 14. Aug. 2014 | Bernhard Stern             | Hier wohnte Bernhard Stern Jg. 1909 deportiert 1942 ermordet im besetzten Polen                    |      |                 |

## Griedel
| Adresse        | Verlegedatum | Person                   | Inschrift mit Ergänzungen                                                                             | Bild | Bild des Hauses |
| -------------- | ------------ | ------------------------ | --- | ---- | --------------- |
| Brudergasse 3  | 3. Feb. 2020 | Max Stern                | Hier wohnte Max Stern Jg. 1892, deportiert 1942, Majdanek, ermordet                                   |      |                 |
| Brudergasse 3  | 3. Feb. 2020 | Paula Stern              | Hier wohnte Paula Stern geb. Simon Jg. 1884, deportiert, Schicksal unbekannt                          |      |                 |
| Brudergasse 3  | 3. Feb. 2020 | Ernst David Stern        | Hier wohnte Ernst David Stern Jg. 1920, verhaftet, Mauthausen, ermordet 2.2.1942                      |      |                 |
| Brudergasse 3  | 3. Feb. 2020 | Hans Hermann Stern       | Hier wohnte Hans Hermann Stern Jg. 1927, verhaftet, Schicksal unbekannt                               |      |                 |
| Brudergasse 3  | 3. Feb. 2020 | Marta Stern              | Hier wohnte Marta Stern geb. Bär Jg. 1894, deportiert 1941, Riga, ermordet                            |      |                 |
| Brudergasse 13 | 3. Feb. 2020 | Lina Lili Bär            | Hier wohnte Lina Lili Bär Jg. 1901, Schicksal unbekannt                                               |      |                 |
| Brudergasse 13 | 3. Feb. 2020 | Blanka Kugelmann         | Hier wohnte Blanka Kugelmann geb. Bär Jg. 1898, deportiert 1941, Lodz/Litzmannstadt, ermordet         |      |                 |
| Brudergasse 13 | 3. Feb. 2020 | Max Kugelmann            | Hier wohnte Max Kugelmann Jg. 1901, eingewiesen Heilanstalt Giessen, “verlegt” 1.10.1940, “Aktion T4” |      |                 |
| Brudergasse 13 | 3. Feb. 2020 | Marion Malwine Kugelmann | Hier wohnte Marion Malwine Kugelmann Jg. 1927, deportiert 1941, Lodz/Litzmannstadt, ermordet          |      |                 |

## Hoch-Weisel
| Adresse             | Verlegedatum | Person          | Inschrift mit Ergänzungen | Bild | Bild des Hauses |
| ------------------- | ------------ | --------------- | ------------------------- | --- | --------------- |
| Lindenbergstraße 12 | 2. Sep. 2016 | Emma Scheuer    |                           | Bild gesucht Der Benutzer GeorgDerReisende ( Diskussion ) wünscht sich an dieser Stelle ein Bild vom Ort mit diesen Koordinaten 50.403 8.63568 . Motiv: Stolpersteine Familie Scheuer und das Haus Lindenbergstraße 12 Falls du dabei helfen möchtest, erklärt die Anleitung , wie das geht. BW |                 |
| Lindenbergstraße 12 | 2. Sep. 2016 | Theodor Scheuer |                           | |                 |
| Lindenbergstraße 12 | 2. Sep. 2016 | Ludwig Scheuer  |                           | |                 |

## Kirch-Göns
| Adresse        | Verlegedatum  | Person                      | Inschrift mit Ergänzungen                                                                        | Bild | Bild des Hauses |
| -------------- | ------------- | --------------------------- | ------------------------------------------------------------------------------------------------ | ---- | --------------- |
| Hauptstraße 36 | 14. Aug. 2014 | Nathan Meier                | Hier wohnte Nathan Albert Meier Jg. 1879 deportiert 1944 ermordet in Auschwitz                   |      |                 |
| Hauptstraße 36 | 14. Aug. 2014 | Jeannette Meier geb. Siegel | Hier wohnte Jeannette Meier Geb. Siegel Jg. 1894 deportiert 1944 ermordet in Auschwitz           |      |                 |
| Hauptstraße 36 | 14. Aug. 2014 | Regine Metzger geb. Meier   | Hier wohnte Regine Metzger Geb. Meier Jg. 1864 deportiert 1942 Theresienstadt ermordet 28.2.1943 |      |                 |
| Hauptstraße 36 | 14. Aug. 2014 | Bertha Stern geb. Meier     | Hier wohnte Bertha Stern Geb. Meier Jg. 1871 deportiert 1942 Theresienstadt ermordet 26.2.1943   |      |                 |

## Nieder-Weisel
| Adresse              | Verlegedatum  | Person                        | Inschrift mit Ergänzungen | Bild | Bild des Hauses |
| -------------------- | ------------- | ----------------------------- | --- | ---- | --------------- |
| Butzbacher Straße 63 | 2. Sep. 2016  | Selma Rothschild              | Hier wohnte Selma Rothschild geb. Wetterhahn Jg. 1975, deportiert 1942, Theresienstadt, ermordet 16.3.1943                           |      |                 |
| Weingartenstraße 3   | 2. Sep. 2016  | Max Meier Goldschmidt         | Hier wohnte Max Meier Goldschmidt Jg. 1871 deportiert 1942 Theresienstadt ermordet 18.3.1942                                         |      |                 |
| Weingartenstraße 3   | 2. Sep. 2016  | Jenny Goldschmidt             | Hier wohnte Jenny Goldschmidt geb. Heinemann Jg. 1879 deportiert 1942 Theresienstadt 1944 Auschwitz ermordet                         |      |                 |
| Weingartenstraße 3   | 2. Sep. 2016  | Dr. Hans Goldschmidt          | Hier wohnte Dr. Hans Goldschmidt Jg. 1903 Flucht 1937 USA                                                                            |      |                 |
| Weingartenstraße 3   | 2. Sep. 2016  | Ida Goldschmidt               | Hier wohnte Ida Goldschmidt verh. Kristeller Jg. 1903 Flucht 1933 Frankreich interniert Drancy deportiert 1942 ermordet in Auschwitz |      |                 |
| Zum Bahnhof 7        | 2. Sep. 2016  | Julius Krämer                 | Hier wohnte Julius Krämer Jg. 1871, gedemütigt/entrechtet, Flucht in den Tod, 25.01.1939                                             |      |                 |
| Zum Bahnhof 7        | 2. Sep. 2016  | Irene Krämer                  | Hier wohnte Irene Krämer geb Hess, Jg. 1883, Schicksal unbekannt                                                                     |      |                 |
| Zum Bahnhof 10       | 2. Sep. 2016  | Julius Krämer II              | Hier wohnte Julius Krämer Jg. 1897, Flucht 1938 Frankreich interniert Drancy deportiert 1942 Auschwitz, ermordet 7.8.1942            |      |                 |
| Zum Bahnhof 10       | 2. Sep. 2016  | Irma Krämer                   | Hier wohnte Irma Krämer geb.Krämer Jg. 1904, Flucht 1938 Frankreich interniert Drancy deportiert 1942, ermordet in Auschwitz         |      |                 |
| Zum Bahnhof 10       | 2. Sep. 2016  | Kurt Krämer                   | Hier wohnte Kurt Siegbert Krämer Jg. 1897, Flucht 1938 Frankreich interniert Drancy, deportiert 1942 Auschwitz, ermordet 19.10.1942  |      |                 |
| Zum Bahnhof 10       | 19. Okt. 2018 | Auguste Krämer                | Hier wohnte Auguste Krämer geb. Schwarz Jg. 1872 Flucht 1938 Frankreich Schicksal unbekannt                                          |      |                 |
| Zum Bahnhof 10       | 19. Okt. 2018 | Isaak „Leopold“ Krämer        | Hier wohnte Isaak 'Leopold' Krämer Jg. 1867 Flucht 1938 Frankreich Schicksal unbekannt                                               |      |                 |
| Zum Bahnhof 17       | 2. Sep. 2016  | Rosalie Kaufmann, geb. Sichel | Hier wohnte Rosalie Kaufmann geb. Sichel Jg. 1858, deportiert 1942 Theresienstadt, ermordet 20.3.1943                                |      |                 |

## Ostheim
| Adresse          | Verlegedatum | Person             | Inschrift mit Ergänzungen | Bild | Bild des Hauses |
| ---------------- | ------------ | ------------------ | ------------------------- | --- | --------------- |
| Rathausstraße 10 | 2. Sep. 2016 | Paula Löwenstein   |                           | Bild gesucht Der Benutzer GeorgDerReisende ( Diskussion ) wünscht sich an dieser Stelle ein Bild vom Ort mit diesen Koordinaten 50.40126 8.66505 . Motiv: Stolpersteine Familie Löwenstein und das Haus Rathausstraße 10 Falls du dabei helfen möchtest, erklärt die Anleitung , wie das geht. BW |                 |
| Rathausstraße 10 | 2. Sep. 2016 | Leopold Löwenstein |                           | |                 |

## Pohl-Göns
| Adresse                                           | Verlegedatum  | Person                       | Inschrift mit Ergänzungen                                                                                  | Bild | Bild des Hauses |
| ------------------------------------------------- | ------------- | ---------------------------- | --- | ---- | --------------- |
| Gießener Straße 9                                 | 14. Aug. 2014 | Elias Emil Simon             | Hier wohnte Elias Emil Simon Jg. 1874 deportiert 1941 Kowno Fort IX ermordet 25.11.1941                    |      |                 |
| Gießener Straße 9                                 | 14. Aug. 2014 | Selma Simon geb. Löwenstein  | Hier wohnte Selma Simon Geb. Löwenstein Jg. 1880 deportiert 1941 Kowno Fort IX ermordet 25.11.1941         |      |                 |
| Gießener Straße 12                                | 14. Aug. 2014 | Jakob Simon                  | Hier wohnte Jakob Simon Jg. 1856 deportiert 1942 Theresienstadt ermordet 4.9.1942                          |      |                 |
| Gießener Straße 22                                | 14. Aug. 2014 | Elias Simon                  | Hier wohnte Elias Simon Jg. 1864 vor Deportation Flucht in den Tod 21.5.1942                               |      |                 |
| Gießener Straße 22                                | 14. Aug. 2014 | Eliona Lina Simon geb. Engel | Hier wohnte Eliona Lina Simon Geb. Engel Jg. 1865 deportiert 1942 Theresienstadt ermordet 10.11.1942       |      |                 |
| Gönser Straße 11 (ehem. Butzbacher Straße 11)     | 14. Aug. 2014 | Käthchen Simon               | Hier wohnte Käthchen Simon Jg. 1886 deportiert 1940 Gurs interniert Drancy 1942 Auschwitz ermordet         |      |                 |
| Rechtenbacher Straße 2 (ehem. Wetzlarer Straße 2) | 14. Aug. 2014 | Johanna Kahn geb. Simon      | In Pohl-Göns wohnte Johanna Kahn Geb. Simon Jg. 1878 deportiert 1942 ermordet im besetzten Polen           |      |                 |
| Rechtenbacher Straße 2 (ehem. Wetzlarer Straße 2) | 14. Aug. 2014 | Klara Simon                  | In Pohl-Göns wohnte Klara Simon Geb. Kugelmann Jg. 1855 deportiert 1942 Theresienstadt ermordet 13.10.1942 |      |                 |
| Springerweg 6                                     | 14. Aug. 2014 | Nathan Simon                 | Hier wohnte Nathan Simon Jg. 1872 deportiert 1940 Gurs interniert Drancy 1942 Auschwitz ermordet           |      |                 |
| Springerweg 6                                     | 14. Aug. 2014 | Paula Simon geb. Haas        | Hier wohnte Paula Simon Geb. Haas Jg. 1884 deportiert 1940 Gurs interniert Drancy 1942 Auschwitz ermordet  |      |                 |
| Springerweg 8                                     | 14. Aug. 2014 | Mina Simon                   | Hier wohnte Mina Simon Jg. 1886 deportiert 1942 Theresienstadt 1943 Auschwitz ermordet                     |      |                 |